# Desmiphora pitanga
Desmiphora pitanga är en skalbaggsart som beskrevs av Maria Helena M. Galileo och Martins 1998. Desmiphora pitanga ingår i släktet Desmiphora och familjen långhorningar. Inga underarter finns listade i Catalogue of Life.